# Kvitøyjøkulen
De Kvitøyjøkulen is een ijskap op het eiland Kvitøya, dat deel uitmaakt van de Noorse eilandengroep Spitsbergen.

## Geografie
De ijskap bestrijkt het grootste deel van het eiland, dat een oppervlakte heeft van tussen de 600 en 700 km².
Rond de ijskap en het eiland ligt de Barentszzee en Noordelijke IJszee.